# Goldsboro (Maryland)
Goldsboro is een plaats (town) in de Amerikaanse staat Maryland, en valt bestuurlijk gezien onder Caroline County.

## Demografie
Bij de volkstelling in 2000 werd het aantal inwoners vastgesteld op 216.
In 2006 is het aantal inwoners door het United States Census Bureau geschat op 209, een daling van 7 (-3,2%).

## Geografie
Volgens het United States Census Bureau beslaat de plaats een oppervlakte van
0,5 km², geheel bestaande uit land. Goldsboro ligt op ongeveer 20 m boven zeeniveau.

## Plaatsen in de nabije omgeving
De onderstaande figuur toont nabijgelegen plaatsen in een straal van 16 km rond Goldsboro.